# Łukasz Fober
Łukasz Fober – polski dźwiękowiec i montażysta.

## Filmografia

### Filmy
- 2024: Wicked (dźwięk i montaż piosenek)

### Anime
Poniższe dane opierają się na informacjach znalezionych w tym oto źródle:
- 2011: ThunderCats (dźwięk)
- 2012: Smile Pretty Cure! (montaż i dźwięk)
  - 2012–2014: Inazuma Eleven (dźwięk)
- 2014: Calimero (montaż)
- 2015: Transformers: Robots in Disguise (dźwięk)
- 2017: Pokémon: Wybieram cię! (dźwięk)
  - Sylvanian Families: Mini Story (dźwięk)
- 2018: Kapitan Jastrząb (dźwięk)
- 2019: Beastars (montaż)
  - Yo-kai Watch! (dźwięk)
- 2022: Oni: Thunder God’s Tale (montaż)
- 2024: Sonic 3. Szybki jak błyskawica (dźwięk)